# 娄邵片
娄邵片或老湘语是是湘语的一种方言，主要分布在湖南中部。

## 方言与区域
使用老湘语的市县大多集中于资水中上游，代表方言是双峰话；主要分为5小片
湘双小片
湘乡、双峰、韶山（部分）、娄底
涟梅小片
涟源、安化
新化小片
新化、冷水江
武邵小片
邵阳、武冈、邵东、邵阳县、新邵、隆回、新宁、城步（有争议）
绥会小片
绥宁（部分、有争议）、会同（有争议）、靖州（有争议）、通道（有争议）
喇叭苗语是為在貴州西部晴隆普安兩縣交界一些鄉鎮的被新漢族移民稱為喇叭苗的族群使用的老湘语。
麻塘话是湖南绥宁县麻塘苗族乡的老湘语。

## 阅读扩展
- Zeng, Ting.  50 (2): 258–281. 2020-08. doi:10.1017/S002510031800035X.